# Вербова дощечка
Вербова дощечка — давня весняна гра, яку іноді називають також «Жук» або «Жучок», див. також «Воротар».
Вербова дощечка заступає кладку чи міст, що ним дівчина переходить символічно з дівочого життя до життя замужнього. Потебня здогадується, що в основі цього значення («міст») лежить ще давніше, міфологічне значення — неба, що по ньому ходить сонце.
Гра ця така: дівчата стають у два ряди, лицем одна до одної, беруться з тою, що навпроти, за руки і творять таким чином «дощечку», по якій і пускають дівчину-підлітку. У Галичині подібні пісні співають при кривому танку:
 Вербова дощечка, вербова дощечка,

 Ходить по ній Настечка,

 На всі боки леліє,

 Звідки милий над'їде…
Фольклорист Потебня думає, що в цій пісні слово «леліє» вжито не випадково, бо в його двозначному сенсі — світити й дивитися — воно нагадує веснянки, в яких «леліє» верба — сонце. Саме тому й співається про «вербову», а не яку іншу дощечку.

## Текст
| А вербовая дощечка, дощечка, Тамъ ходила Настечка, Настечка, Та цебромъ воду носила, носила, Дібровоньку гасила, гасила. Кілько у цебрі водиці, водиці, Тілько дівкамъ правдиці, правдиці; Кілько у цебрі дірочокъ, дірочокъ, Тілько дівкамъ болячокъ, болячокъ. Що ступлю, то улуплю... Навару я каши. Що у тій каши? Хто іі буде істи? Дівочки, дівочки. А вербовая дощечка, дощечка;. Тамъ ходила Настечка, Настечка; Решетомъ воду носила, носила, Дібровоньку гасила, гасила. Кілько у решеті водиці, водиці, Тілько парубкамъ правдиці, правдиці. Кілько у решеті дірочокъ, дірочокъ, Тілько парубкамъ болячокъ, болячокъ. Що ступлю, то улуплю... Навару я каши. Що у тій каши? Червяки, червяки, Хто іі буде істи? Парубки, парубки, А вербовая дощечка, дощечка, Тамъ ходила Настечка, Настечка... |
| |